# Parafia św. Michała Archanioła w Wierchomli Wielkiej
Parafia św. Michała Archanioła w Wierchomli Wielkiej – parafia znajdująca się w diecezji tarnowskiej w dekanacie Piwniczna. Obejmuje Wierchomle Wielką i Wierchomle Małą.
Patroni parafii:
- święty Michał Archanioł
- św. Maksymilian Kolbe

Parafia rzymskokatolicka w Wierchomli Wielkiej została erygowana 12 grudnia 1951 przez bpa Jana Stepę. Do 1947 we wsi działała parafia greckokatolicka.
Msze święte odprawiane są w dawnej cerkwi greckokatolickiej. W dni powszednie, zwłaszcza w miesiącach zimowych, do odprawiania mszy służy kaplica św. Maksymiliana Kolbe na parterze plebanii.
Dawny budynek gospodarczy zaadaptowany został na Parafialne Schronisko Młodzieżowe pod wezwaniem bł. Karoliny Kózkówny, które 4 grudnia 2002 poświęcił bp. Wiktor Skworc.
Obecnie proboszczem wierchomlskim jest ks. Tomasz Stachel. Funkcję tę pełni od 2014 r.

## Proboszczowie i administratorzy parafii

### Administratorzy parafii
- ks. Piotr Łabno (1939 – 1942)
- ks. Roman Mizera (1942 – 1943)
- ks. Kazimierz Kaliciński (1943 – 1948)
- ks. Kazimierz Mucha (1948 – 1951)

### Proboszczowie parafii
- ks. Kazimierz Mucha (1951 – 1970)
- ks. Stefan Tokarz (1970 – 1977)
- ks. Tadeusz Szkaradek (1977 – 1994)
- ks. Tadeusz Rzeźnik (1994 – 2002)
- ks. Marian Kujda (2002 – 2005)
- ks. mgr lic. Stanisław Ciurka (2005 – 2014)
- ks. Tomasz Stachel (2014 - nadal)